# Nhái bầu chân đỏ
Nhái bầu chân đỏ (danh pháp: Microhyla erythropoda) là một loài ếch trong họ Microhylidae. Chúng là loài đặc hữu của Việt Nam.
Các môi trường sống tự nhiên của chúng là đầm nước, và đầm nước ngọt có nước theo mùa.